# ジャングリア沖縄
ジャングリア沖縄（ジャングリアおきなわ、英: JUNGLIA OKINAWA）は、沖縄県国頭郡今帰仁村と名護市にまたがる大型テーマパークである。
2025年7月25日に開業した。「大自然没入型」を掲げ、恐竜や絶景などをテーマにしたアトラクションや温泉施設を備える。運営会社の株式会社ジャパンエンターテインメントについても本項で解説する。

## 概要
今帰仁村のゴルフ場「オリオン嵐山ゴルフ倶楽部」跡地を使って開発され、敷地面積は東京ドーム約13個分に相当する60ヘクタールに及ぶ。
2025年1月28日に開業日や料金などの概要を発表した。アトラクション施設は22か所、飲食施設15か所、物販店は10か所を計画（⇒ #アトラクション・施設）。料金は、国内来場者より訪日外国人向けを高く設定する二重価格を導入する。東京都内で開いた記者会見には、石破茂首相も出席した。
運営会社のジャパンエンターテイメントは当園の企画開発のため、実業家の森岡毅が率いるマーケティング会社「刀」や地元有力企業らによって2018年6月に名護市に設立された。テーマパーク事業を通じて沖縄県北部の観光振興や雇用創出、県民の所得向上を目指す。整備に当たり、商工中金と琉球銀行を主幹事として700億円を調達した。官民ファンドのクールジャパン機構も出資する（⇒ #経営）。

## アトラクション・施設
ジャングリア沖縄には様々なアトラクション・ショー・施設が存在する。

### アトラクション
2025年8月4日時点で、ジャングリア沖縄は 13 のアトラクションを提供している。
アトラクションは待機列に並ぶことで体験できるもの（スタンバイ・アトラクション）と、待機列に並ぶ前にまず「アトラクション整理券」を要するもの（整理券対象アトラクション）に分かれている。
アトラクション整理券はパーク入場後に無料で先着取得できる。グループ単位での取得が可能である。2025年8月現在、一部の整理券対象アトラクションは当日の整理券配布をおこなっていない（≒ プレミアムパス限定）。
| 名称                                             | 種別                     |
| ------------------------------------------------ | ------------------------ |
| ダイナソー サファリ DINOSAUR SAFARI              | スタンバイ               |
| ファインディング ダイナソーズ FINDING DINOSAURS  | スタンバイ               |
| バギー ボルテージ ファン アドベンチャー コース   | スタンバイ               |
| バギー ボルテージ アドレナリン チャレンジ コース | スタンバイ               |
| やんばるフレンズ YAMBARU FRIENDS                 | スタンバイ               |
| トレジャー ファイト TREASURE FIGHT               | スタンバイ               |
| タム タム トラム TAM TAM TRAM                    | スタンバイ               |
| スカイ フェニックス SKY PHOENIX                  | 整理券                   |
| ツリートップ トレッキング TREE-TOP TREKKING      | 整理券                   |
| スカイエンド トレッキング SKY-END TREKKING       | 整理券                   |
| ホライゾン バルーン HORIZON BALLOON              | 整理券（非確約）         |
| タイタンズ スウィング TITAN'S SWING              | 整理券（プレミアム限定） |
| ヒューマン アロー HUMAN ARROW                    | 整理券（プレミアム限定） |
| バンジー グライダー BUNGEE GLIDER                | 整理券（プレミアム限定） |
| (準備中) グラビディ ドロップ GRAVITY DROP        | 整理券                   |

### ショー
- ジャングリア スプラッシュ フェス JUNGLIA SPLASH FES
- ワイルド ビート WILD BEAT
- エクストリーム アクロ EXTREME ACRO
- スプラッシュ バトル SPLASH BATTLE
- ハイサイ! ジャン HAI-SAI! JAN
- ジャングリア花火 JUNGLIA “HANABI”
- ジャングリア ナイト フェス JUNGLIA NIGHT FES

## 交通アクセス
- 空路：那覇空港から車で約90分
- 陸路：沖縄自動車道 許田ICより車で約30分
- 直行バス「ジャングリア エクスプレス」[15]（有料、一部は予約制）：那覇空港から約2時間10分、県庁前から約2時間20分、国際通り入口から約1時間45分 - 2時間、名護漁港から約40分、名護市役所から約30分、記念公園前（美ら海水族館）から約30分。その他、オフィシャルホテルズ（オリエンタルホテル 沖縄リゾート&スパ、オリオンホテル モトブ リゾート&スパ、カヌチャリゾート）からの宿泊者限定バスが運行される。

## 株式会社ジャパンエンターテイメント
株式会社ジャパンエンターテイメントはジャングリア沖縄の運営会社である。

### 経営

#### 融資
2025年7月時点で、株式会社ジャパンエンターテインメントは1件の融資による資金調達が公知されている。
- 366億円: 商工中金・琉球銀行等[16]
  - 計13金融機関によるシンジケートローン[17]
    - 80億円: 商工中金（共同アレンジャー兼エージェント）[18]
    - 50億円: 琉球銀行（共同アレンジャー）[18]
    - 計236億円: SBI新生銀行・沖縄銀行・沖縄振興開発金融公庫・鹿児島銀行・山陰合同銀行・千葉銀行・東和銀行・東日本銀行・福井銀行・山梨中央銀行・りそな銀行[18]

  - コミットメント型タームローン[19]
  - ジャングリア沖縄を対象としたノンリコースローン（プロジェクト・ファイナンス）[20]
  - ジャングリア沖縄と紐づけられるサステナビリティ・リンク・ローン（英語版）[21]
    - 指標達成度に応じた利子等の優遇[22]
      - KPI/SPT1: 開業1年目から20年目までの年間パーク入場者数（数値非公開）[注 1][23][24]
      - KPI/SPT2: 開業1年目から20年目までの年度末雇用者数（パート・アルバイト含む）（数値非公開）[23][24]